# Huden er det elastiske hylster der omgiver hele legemet
Huden er det elastiske hylster der omgiver hele legemet er en dansk roman fra 2011 af Bjørn Rasmussen. Bogen modtog Montanas Litteraturpris for 2011, hvilket gjorde Bjørn Rasmussen til den første forfatter, der har modtaget prisen for sin debutroman.
Bogen omhandler den femtenårige Bjørn der bor på en rideskole i Vestjylland med to brødre og en depressiv mor. Bjørn kæmper med sin hemmeligholdte homoseksualitet og destruktive tanker, som han får udløb for ved at skære i sig selv. Da Bjørn forelsker sig i en 20 år ældre ridelærer, begynder et sælsomt og sadomasochistisk kærlighedsforhold, som får vidtrækkende konsekvenser.